# Ronen Shoval
Ronen Shoval (en hebreo, רונן שובל), un escritor israelí., intelectual y activista sionista. Él es el fundador del movimiento extraparlamentario Im Tirtzu ("Si lo queréis") y su primer presidente (2007-2013). Ronen es el autor del libro "La Visión de Herzl 2.0, Un Manifiesto de la Renovación Sionista". Es columnista en el periódico israelí Maariv y anteriormente escribió en Haaretz y Makor Rishon. Fue docente en la Universidad Bar Ilan, en un programa de preparación antes del reclutamiento a las Fuerzas de Defensa de Israel (Mejiná Kdam-Tzvait), y en otras universidades de Israel. También fue investigador asociado en el Instituto de Estrategias Sionistas. Fue elegido miembro del Consejo de la Organización Sionista Mundial, la Agencia Judía  y Keren HaYesod. Ronen fue elegido uno de los cien Judíos más influyentes del mundo por la revista Algemeiner.
Ronen Tiene una licenciatura en relaciones internacionales y una maestría en Filosofía Judía de la Universidad Hebrea de Jerusalén. Obtuvo un doctorado en Pensamiento Político Judío de La Sorbona (graduando summa cum laude, tutelado por el profesor Shmuel Trigano). Ronen está casado y tiene tres hijas.